# Yassir Arafat
Mohammed Abdel Rahman Abdel Raouf Arafat al-Qudwa al-Husseini (arabiska: محمد عبد الرؤوف عرفات القدوة الحسيني), känd under namnet Yassir Arafat (arabiska: ياسر عرفات) eller  Abu Ammar (arabiska: أبو عمار), född 24 augusti 1929 i Kairo, död 11 november 2004 i Paris, var en palestinsk politiker. Han var PLO:s ordförande 1969–2004 och president för den palestinska myndigheten 1996–2004. Han mottog Nobels fredspris 1994.

## Biografi

### Uppväxt
Enligt Arafat själv föddes han i Jerusalem den 4 augusti 1929, medan andra källor anger 24 augusti 1929 i Kairo. Den senare uppgiften styrks av en egyptisk födelseattest. Arafat var det femte eller sjätte av sju barn. Hans far, Abdel Raouf al-Qudwa al-Husseini, var en palestinsk textilhandlare från Gaza, ett område som vid den tiden förvaltades av britterna, vars mor (Yassirs Arafats farmor) var egyptier. Han arbetade som textilhandlare i El-Sakakini, Kairo. Arafats mor var Hamida Khalifa Al-Husseini, som var kusin till Jerusalems Stormufti Haj Amin al-Husseini. Al-Husseini är mest känd för att ha samarbetat med nazisterna under andra världskriget. Familjen flyttade till Egypten på 1920-talet. Efter hand fick Arafat smeknamnet Yassir, som betyder "lätt".
Arafats mor avled 1933, när han var fyra år gammal. Efter moderns död sände hans far honom och hans bror Fathi till deras morbror i Jerusalem, där Yassir Arafat stannade i fyra år. Efter återkomsten till Kairo, som nioåring, bodde han i sin fars hus och togs om hand av en äldre syster, Inam. Yassirs Arafats far ägnade mycket tid och energi åt att återvinna ett landområde i Egypten som varit i familjens ägo 150 år tidigare, men misslyckades med detta. Arafats förhållande till fadern var mycket dåligt och vid faderns död 1952 var Arafat inte närvarande vid begravningen.

### Politisk karriär

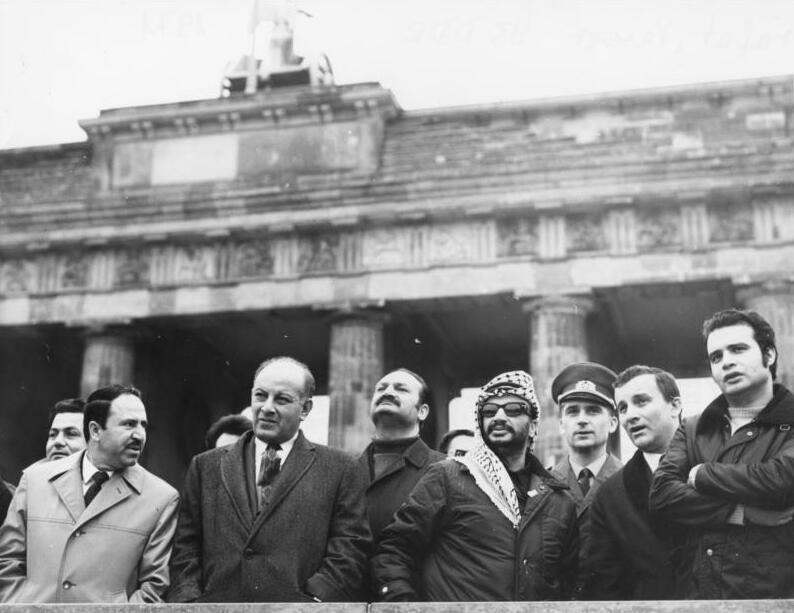
Arafat i Berlin 1971.

Yassir Arafat inledde sitt politiska engagemang 1946, då han organiserade insamling av pengar avsedda för vapen till palestinier. Arafat studerade till högskoleingenjör (väg- och vattenbyggnad) vid universitetet i Kairo, och blev då vald till ledare för ett palestinskt studentförbund. Han tog examen 1951. År 1952 gick han med i det Muslimska Brödraskapet. 1956 gick han med i den egyptiska armén och deltog i Suezkriget.
Efter Suezkriget startade han en byggnadsfirma i Kuwait, och började där samarbeta med andra för den palestinska saken. År 1958 grundade han Fatah, som planerade och genomförde väpnade attacker mot Israel 1965. Fatah var annorlunda på det sätt att partiet ville bygga ett självständigt Palestina som skulle inte bli en medlem i någon större panarabisk union eller stat. Partiet började förbereda sig för en beväpnad konflikt med Israel år 1959 och sökte inspirationen från gerillataktiker från Algeriets självständighetskrig.
Den israeliska segern i sexdagarskriget 1967 tystade de mer försonliga rösterna inom PLO, och Fatah blev en allt starkare maktfaktor inom organisationen. År 1969 blev Yassir Arafat ledare för PLO.
År 1974 höll Arafat ett tal på FN där han sade att han är beredd att förhandla men också fortsätta gerillakriget vid behov. År 1988 talade han igen på FN och denna gång erkände han Israels rätten att existera. I sitt tal år var han också villig att ge upp våld som utväg i Palestinas självständighet vilket ledde till det att Ronald Reagan öppnade officiella kommunikationskanaler mellan Palestina och USA. Arafat hade redan sedan Jom kippur-kriget börjat omformulera sin vision för Palestina och stöda tvåstatslösningen så långt som Jerusalem skulle vara också Palestinas huvudstad.
Under 1992 överlevde han en flygplanskrasch i Libyen, dock blev han skadad.
Palestina och Israel undertecknar Osloavtalet i Washington den 13 september 1993 där han skakade händerna med Israels premiärminister Yitzhak Rabin. Ett år senare undertecknar Arafat också ett annat avtal som ger delvis autonomi för palestinier i både Västbanken och Gaza. Snart efter detta besöker Arafat själv i Gaza för första gång i 27 år. År 1994 mottog Arafat också Nobels fredspris som han delade med Rabin och Shimon Peres. Motivering för nominering var trions "strävan att skaffa fred i Mellanöstern".
Arafat valdes till Palestinska myndighetens president år 1996. Hans regering var mer autoritär än demokratisk. Då Benjamin Netanyahu blev Israels premiärminister samma år, blev det allt svårare för parterna att fortsätta fredsprocess.

### Familj
Den 17 juli 1990 gifte han sig med den 26-åriga Suha Tawil, som kommer från en katolsk förmögen familj. Äktenskapet hölls hemligt under femton månader och Suha konverterade till islam. År 1995 födde Suha dottern Zahwa, som fick sitt namn efter Arafats mor. Suha Tawil är uppvuxen på Västbanken och dotter till en politiskt aktiv bankman och en välkänd radikal journalist, Raymonda Tawil. Hon har gått på Sorbonne och varit verksam som journalist. Suha Tawil är enligt uppgift feminist. Hon bor numera[när?] med dottern i Paris.

### Palestinsk president

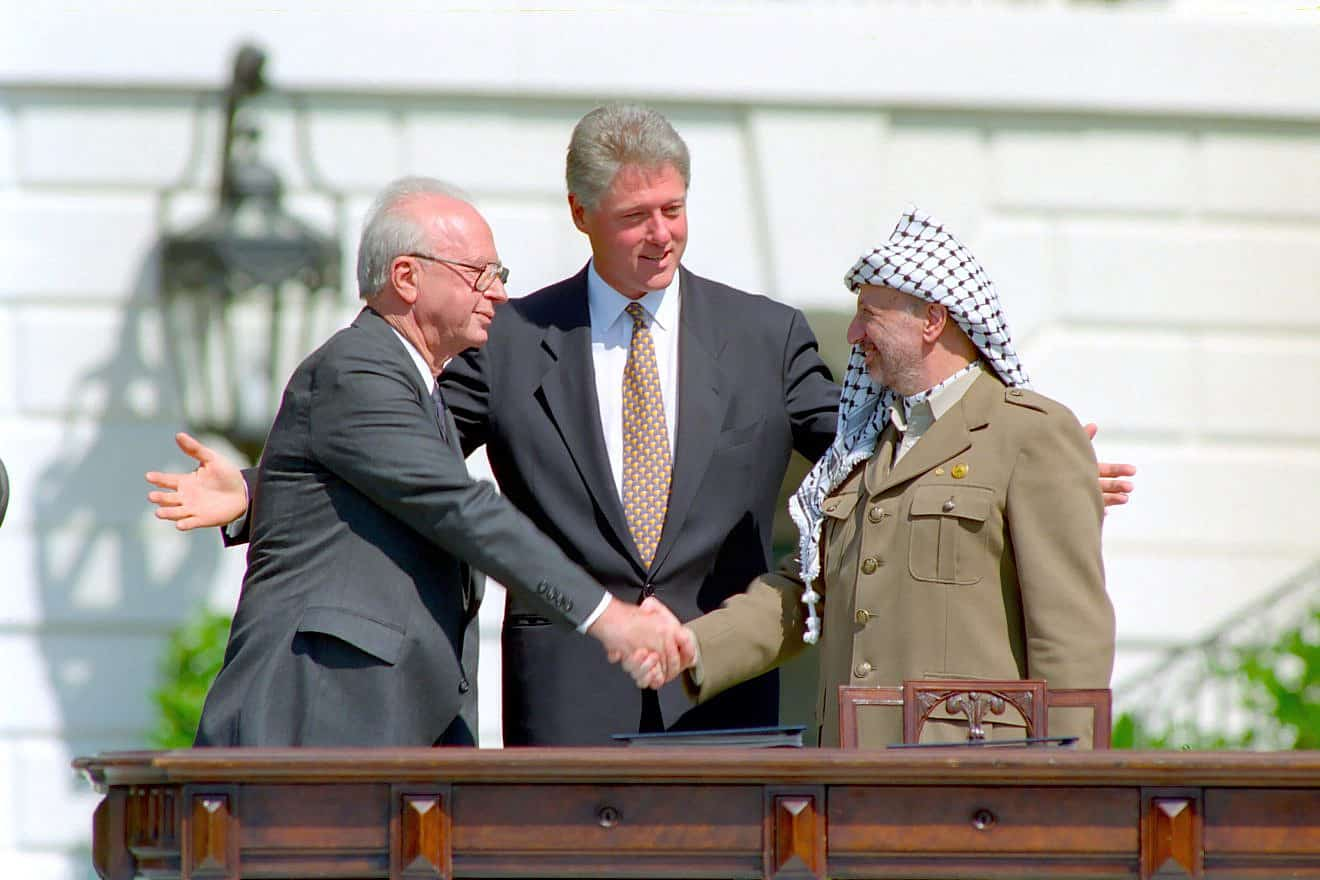
Yitzhak Rabin, Bill Clinton och Arafat i Oslo den 13 september 1993.

I början av 1990-talet startades, under norsk medling, en fredsprocess med Israel, och som PLO:s ledare slöt Arafat avtal med den israeliska regeringen 1993 i Washington. I avtalet ingick upprättandet av en palestinsk myndighet. Arafat valdes 1996 med 83 % av rösterna till president för den palestinska myndigheten i ett val som internationella observatörer ansåg gick rätt till.

### Död
Under hösten 2004 blev Arafat svårt sjuk. I början av november flögs han till Paris där han sedan låg i koma. Yassir Arafat avled den 11 november klockan 03:30 i Paris. Under lång tid efteråt hemlighölls dödsorsaken, vilket gjorde att en flora av konspirationsteorier dök upp. Senare hävdade Arafats läkare att dödsorsaken var förgiftning, men medgav att hans patient hade HIV. Viruset skulle ha injicerats i samband med förgiftningen. Ahmed Jibril, ledare för PFLP-GC, uppgav att han av Mahmoud Abbas fått veta att Arafat dött av AIDS. Andra PLO-källor dementerade att deras ledare skulle ha haft AIDS.
I juli 2012 framkom det att Arafat möjligen blev förgiftad av den radioaktiva isotopen polonium-210. Det var det schweiziska Institut de Radiophysique som genomfört tester på Arafats tillhörigheter efter hans död. Polonium användes 2006 för att mörda den ryske regimkritikern och ex-spionen Aleksandr Litvinenko. Suha Arafat har bett palestinska myndigheter att öppna Arafats grav för att kunna klargöra om förgiftning var det som orsakade hans död.